# Amila
Amila là một thị xã và là một nagar panchayat của quận Mau thuộc bang Uttar Pradesh, Ấn Độ.

## Nhân khẩu
Theo điều tra dân số năm 2001 của Ấn Độ, Amila có dân số 4764 người. Phái nam chiếm 51% tổng số dân và phái nữ chiếm 49%. Amila có tỷ lệ 66% biết đọc biết viết, cao hơn tỷ lệ trung bình toàn quốc là 59,5%: tỷ lệ cho phái nam là 74%, và tỷ lệ cho phái nữ là 58%. Tại Amila, 16% dân số nhỏ hơn 6 tuổi.